# Yörük

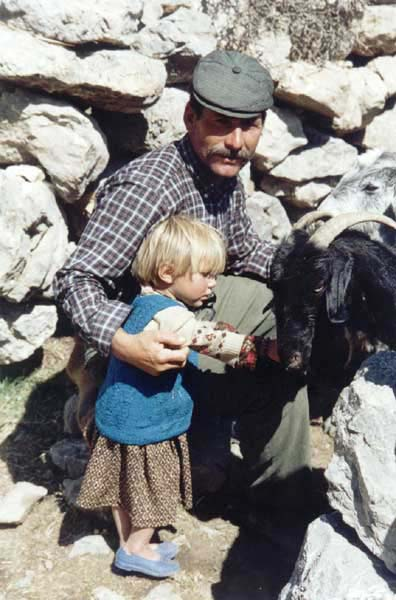
Yörükischer Nomade mit Kind

Yörük (türkisch Yörükler oder Yürükler) ist als Ethnonym der Sammelname diverser oghusstämmiger Volksstämme (und Clans), die heute hauptsächlich im südlichen Anatolien leben und hanafitische Sunniten sind.

## Namensvarianten
Im Deutschen sind die Yörük auch unter folgenden Namen bekannt:
- Yörücken
- Yürücken
- Jürücken

## Ethnogenese

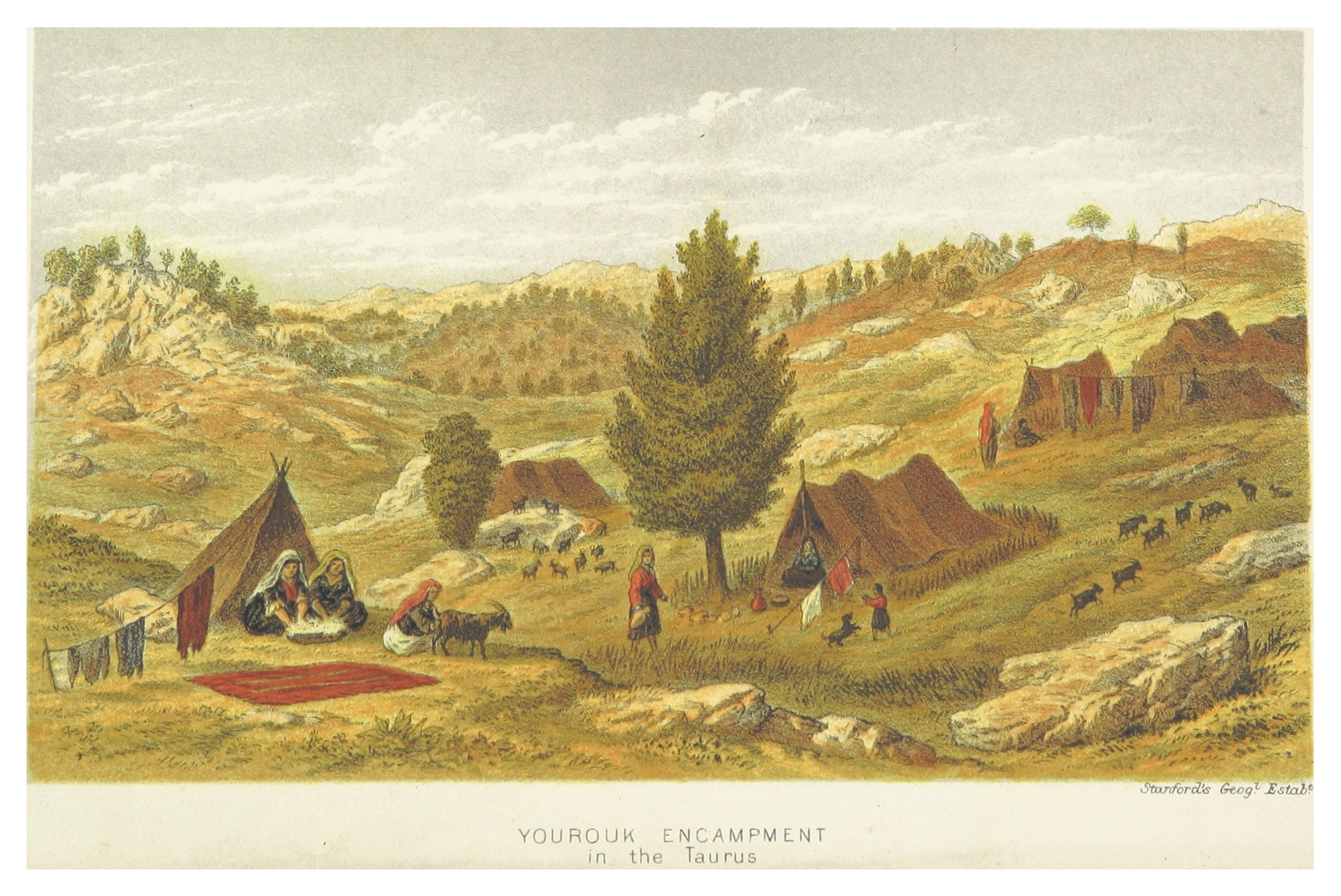
Yörük-Rastplatz im Taurus-Gebirge (um 1875)

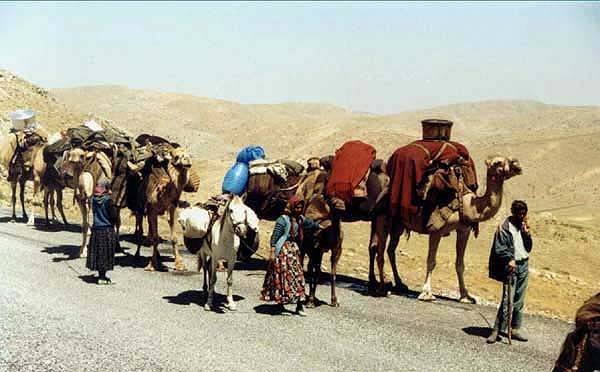
Yörük unterwegs zu neuen Weideplätzen

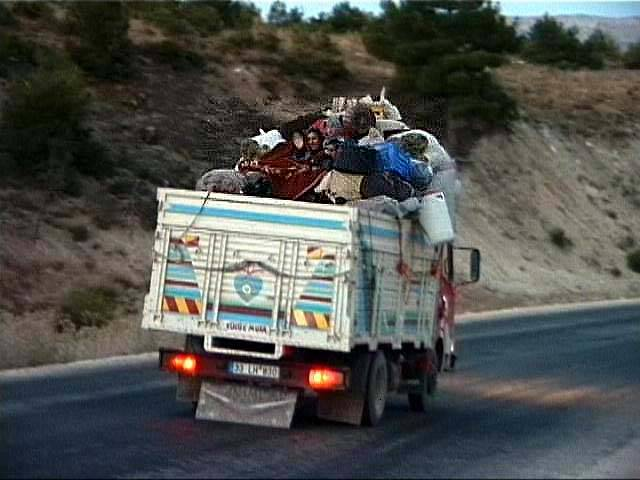
Der LKW ersetzt heute oft die Dromedare.

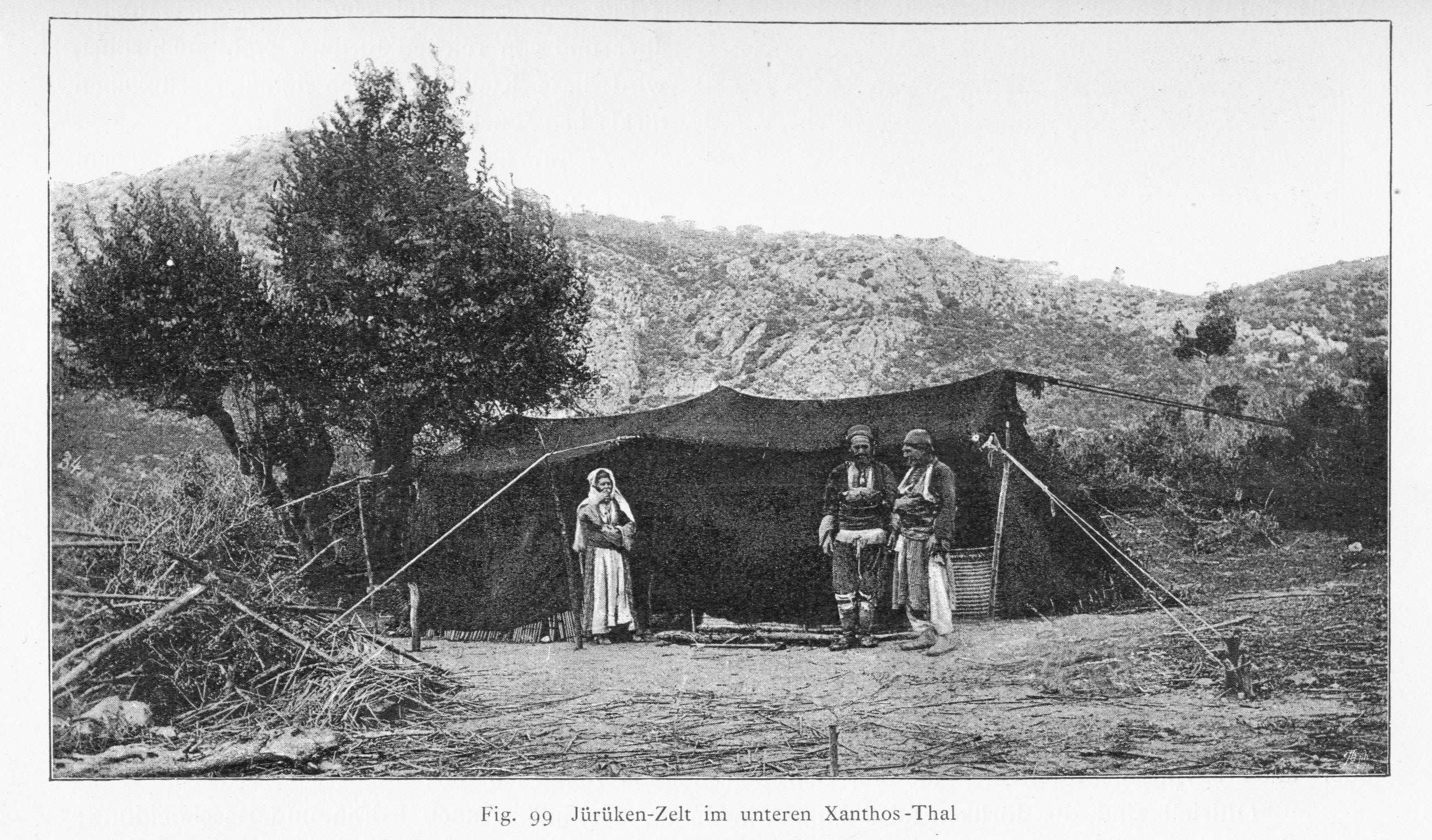
Yörük-Mann (mittig) mit Frau (links) vor schwarzem Zelt am unteren Koca Çayı in „Reisen in Lykien Milyas und Kibyratis“ von Felix von Luschan

Die meisten Vorfahren der Yörük sind wahrscheinlich ab dem 11. Jahrhundert gemeinsam mit den ihnen verwandten oghusischen Rum-Seldschuken nach Anatolien eingewandert. Auch im Gefolge des mongolischen Vorstoßes im 13. Jahrhundert kamen viele Yörük hinzu. Sie waren Viehnomaden und dienten den türkischen Emiren und Sultanen als bevorzugte Krieger bei der Eroberung Anatoliens, Rumeliens und des Balkans. Der Name Yörük tauchte schriftlich bereits im 14. Jahrhundert als Verwaltungsterminus der Osmanen auf. Die osmanische Herrscherschicht führte ihre eigene Herkunft auf den zu den Yörük gehörenden Stamm der Kayı zurück. Ihre militärische Bedeutung verloren die Yörük bald an die osmanischen Janitscharen (yeni çeri, „neue Truppe“).
Ihre als yörüklük bezeichnete Lebensart als Viehnomaden behielten sie über Jahrhunderte bei. Doch schon unter den Osmanen wurden sie teilweise zur Sesshaftigkeit gezwungen.
Auf dem Höhepunkt der osmanischen Machtentfaltung im 16. Jahrhundert waren Yörük mit den osmanischen Truppen in das gesamte osmanische Weltreich, im Westen bis nach Südosteuropa und ins östliche Mitteleuropa, gelangt. Auch nach den Gebietsverlusten des osmanischen Reiches blieben einzelne Stämme der Yörük dort. So wurden zum Beispiel noch 1986 in 65 Gemeinden Nordmazedoniens Yörük-Dialekte gesprochen.
Im Verlauf des 17. Jahrhunderts begannen sich die Yörük in kleinen Lokal- und Verwandtschaftsgruppen zu organisieren. Die osmanische Regierung gestand ihnen das Recht zu, fällige Steuern selbst einzuziehen und junge Yörük zu rekrutieren. Dabei entstanden Verwaltungseinheiten, die zur Herausbildung von festen Stammeseinheiten (cemaat) und Stammesidentitäten führten. Um 1830 wurden die zuvor in ihrer Zusammensetzung einem steten Wandel unterworfenen Stämme als aşiret festgeschrieben. Die einzelnen Yörük wurden bis in die Mitte des 20. Jahrhunderts auf den Meldeämtern unter ihrer Stammeszugehörigkeit registriert. Auch sie mussten 1934 bürgerliche Nachnamen (Familiennamensgesetz) annehmen.
Heute sind die meisten Yörük in Dörfern und Städten sesshaft und gehen verschiedensten Berufen nach. Einige sind Teilnomaden, die nur im Sommer ihre Hochalmen (yayla) betreiben, nur ganz wenige leben ganzjährig in Zelten. Alle, auch die Vollnomaden, müssen heutzutage in einem Dorf oder in einer Stadt registriert sein. Dabei werden sie weder unter ihrem Stammesnamen noch als Yörük erfasst.

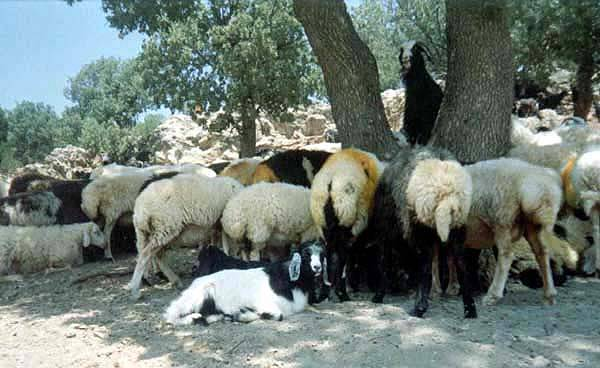
Manche Stämme wie die Karakoyunlu gaben sich ihre Namen nach ihren wichtigsten Weidetieren.

Einige Yörük-Stämme die heute noch in der Türkei bekannt sind: Aksığırlı, Avsarlar, Aydınlı, Çakallar, Gaçar, Genc, Güzelbeyli, Honamlı, Karaevli, Karakoyunlu, Karakayalı, Karakeçili, Sarı Ağalı, Sarıhacılı, Sarıkeçili, Sarıtekeli und Tekeli.

## Herkunft des Namens Yörük
Die Bezeichnung Yörük/Yürük (dt. „Eine Person die umherzieht, wandert“) wird oft auf das türkische yürümek, (in ihrer Eigensprache yörümek) (dt. „sich fortbewegen, marschieren, gehen, wandern“) zurückgeführt und könnte daher mit der zumindest ursprünglich nomadischen Lebensweise zusammenhängen. Kurdische Nomaden bezeichnen sich selbst allerdings nicht als Yörük. Für Nomaden gibt es zudem im Türkischen die allgemeine Bezeichnung göçebe (von göç, dt. „Auswanderung, Migration“). Yörük, als Name einer Stammesgruppe im Türkischen folgerichtig großgeschrieben, wäre demnach eher ein ethnischer Name im Sinne einer kulturellen Gemeinschaft als die Bezeichnung von Menschen mit einer viehnomadischen Lebens- und Wirtschaftsweise. So sehen es auch die meisten Yörük selbst.

## Siedlungsgebiete halbnomadischer Yörük

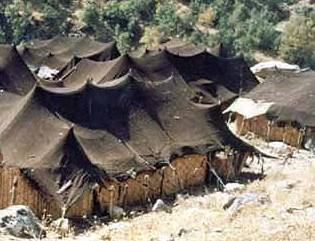
Zeltgruppe (kabile)

Nur noch wenige Yörük betreiben halbnomadischen Yaylak-Pastoralismus (traditionelle Wanderweidewirtschaft auf Naturweiden), und ihre Zahl nimmt im Zuge der Modernisierung stetig ab. Ihre Sommerweidegebiete liegen vor allem in den Gebirgen und Hochebenen zwischen Konya und Antalya, Kayseri und Kahramanmaraş, Gaziantep und Hatay. Die Winterweidegebiete und festen Siedlungen liegen in der Regel in den Tiefländern entlang der Mittelmeerküste. Lediglich um Konya findet man nomadische Yörük auch im Winter.

## Yörük-Identität
Das Bewusstsein, Yörük zu sein und dem yörüklük verpflichtet zu sein, teilen halbnomadische und sesshafte Yörük miteinander; yörüklük bedeutet dabei für sie nicht nur das Wandernomadentum, sondern auch die Gesamtheit ihrer Kultur und ihrer Lebensweise im patriarchalischen Familien- und Stammesverband, die bestimmend bleibt, auch wenn die Yörük sesshaft geworden sind. Die Yörük selbst sehen sich aufgrund ihres yörüklük zwar undeutlich als ethnische Einheit, für ihr Selbstverständnis sind aber die Familie (aile), der Verwandtschaftsverband (sülâle), die Zeltgemeinschaft (oba), die Zeltgruppe (kabile) und mit Einschränkungen der Stamm (aşiret) von größerer Bedeutung.
Viele Türken sehen in den Yörük von außen betrachtet einen letzten Rest des oghusischen Türkentums und verehren sie als „echte Türken“ (öz türkler). Es gibt auch Türken, die sich selbst als Yörük begreifen und sich mit ihnen identifizieren, ohne den Yörük-Stämmen anzugehören. Sozialromantisch wird den Yörük ein ursprüngliches, freies Leben ohne staatliche Zwänge zugerechnet. Eine differenzierte Auseinandersetzung mit dem yörüklük versuchte der „1. yörük-türkmenische Kongress in Ankara vom 8.–9. Januar 2005“ (türkisch 1. Yörük Türkmen Kurultayı).

## Lebens- und Wirtschaftsweise
Bereits in früheren Jahrhunderten änderten einzelne Yörük-Gruppen und -Stämme ihre Lebens- und Wirtschaftsweise. Meist wurden aus Vollnomaden Halbnomaden und schließlich Sesshafte. Es gibt allerdings auch Beispiele dafür, dass Sesshafte wieder eine nomadische Lebensweise angenommen haben oder ein längerfristiger oder kurzfristiger Wechsel zwischen Voll- und Halbnomadentum stattgefunden hat. Heute geht die Entwicklung beschleunigt auf eine endgültige Sesshaftigkeit zu.

### Vollnomaden

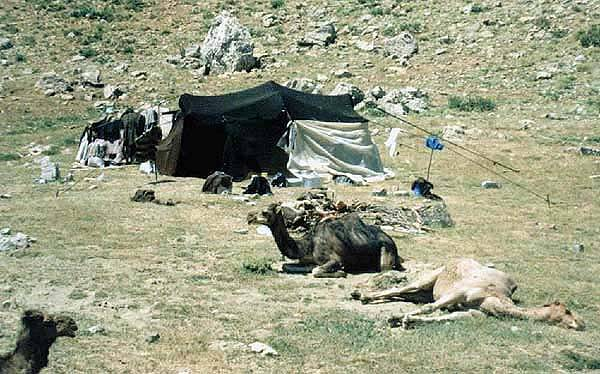
Das schwarze Ziegenhaarzelt mit Antenne.

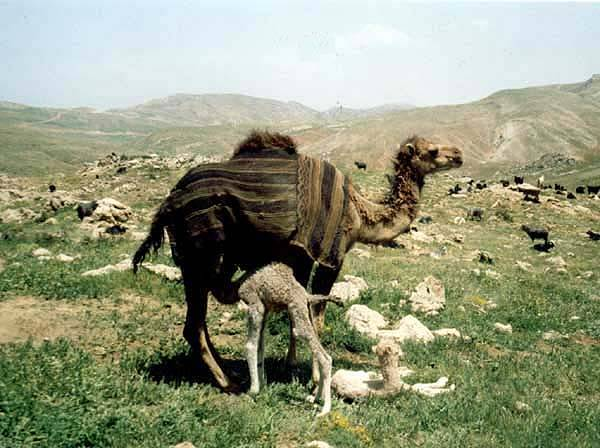
Dromedarstute mit Fohlen, im Hintergrund weidende Ziegen

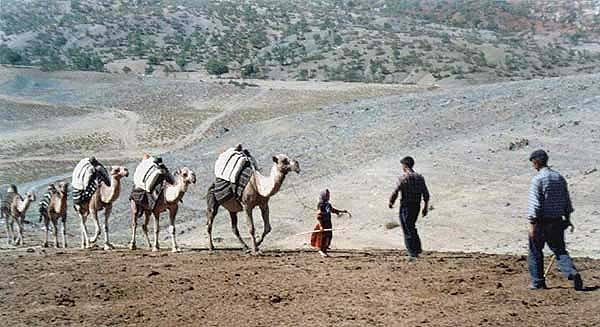
Reitdromedare auf dem Weg zu Touristen

Die ursprüngliche Wanderviehzucht der Yörük muss man stets in Verbindung mit Ackerbau sehen. Der Vollnomade steht in Handelsverbindungen mit den Bauern, denn auch die vollnomadischen Yörük haben als Hauptnahrung Getreideprodukte. Milchprodukte und Fleisch, Wolle und aus Wolle hergestellte Gewebe wie Teppiche sind großenteils für den Handel bestimmt.
Die Wanderungen der Yörük sind von den Jahreszeiten bestimmt. Der Sommer wird auf den yayla genannten Sommerweidegebieten in den Hochländern und Gebirgen verbracht, der Winter in den Winterweidegebieten (kışlak) der Tiefländer und der niedrigen Lagen der angrenzenden Berge. Ganzjährig, also während der Wanderungen und auch in den Weidegebieten, wohnen die Yörük in Zelten. Schon bald nach der Einwanderung in Anatolien vertauschten die Yörük ihre Filzjurten gegen die heute üblichen leichteren schwarzen Zelte aus Ziegenhaar, deren Machart aus dem arabischen Raum stammt.
Schafe und Ziegen bilden die Viehherden. Dromedare, Pferde, und Esel wurden früher als Transportmittel eingesetzt. Heutzutage werden sie meist durch Lastkraftwagen und Traktoren ersetzt. Mit Dromedaren übernahmen die Yörük auch vielseitigen Karawanen-Fernhandel, z. B. mit dem Salz des Salzsees Tuz Gölü. Touristenbesuche im Nomadenzelt mit Bewirtung, folkloristischen Darbietungen und Verkauf von Teppichen bessern die Haushaltskasse auf. Ein Hauptverdienst der Yörük ist der Verkauf von Schafen und Ziegen, bevorzugt für die islamischen Feiertage wie z. B. Kurban Bayramı, das Opferfest zum Gedenken an Abrahams Opfergabe.
In früheren Jahrhunderten dominierte der Tauschhandel. Vor allem die Einführung von Pachtgebühren für die in osmanischen Zeiten pachtfreien und leichter zugänglichen Weidegebiete zwangen die Yörük zur Geldwirtschaft überzugehen. Oft genug führte das zu ihrer Verarmung.
Nicht nur in den Winterweidegebieten, sondern auch auf den yayla stehen durch die Ausweitung des Ackerbaus, die Überbauung mit Siedlungen und Verkehrswegen sowie durch Aufforstungen immer weniger Flächen für die Beweidung zur Verfügung. Das Resultat dieser wirtschaftlichen Entwicklungen ist eine Art Nebenerwerbs-Vollnomadismus.

### Halbnomaden

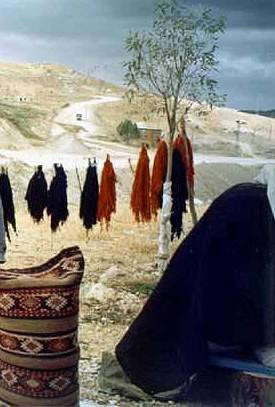
Im Hof einer festen Ansiedlung wird frisch gefärbte Wolle getrocknet.

Schon bei den vollnomadisierenden Yörük wurde das Zelt in den Hauptweidegebieten manchmal durch einfache, feste Steinhäuser ersetzt. Bei den Halbnomaden wurden feste Häuser in den Winterweidegebieten zur Regel. Bleibt ein Teil der Familie auch während des Sommers im Winterweidegebiet, wird hier Ackerbau betrieben.

### Sesshafte
Die klassische Erwerbstätigkeit sesshafter Yörük als Nachfolge des Nomadismus ist der Ackerbau und die Milchwirtschaft. Besonders in den Küstengebieten des Mittelmeeres und in den Beckenlandschaften der aus dem Taurus ins Mittelmeer fließenden Flüsse nehmen die Yörük Anteil an der vehementen Wandlung der bäuerlichen Subsistenzwirtschaft zu einem spezialisierten Erwerbsanbau für den nationalen und internationalen Markt.
Inzwischen sind die Nachkommen der Yörük in allen Berufen und Erwerbszweigen zu finden. Meist identifizieren sie sich dennoch immer noch mit dem yörüklük ihrer Vorfahren.

## Sprache

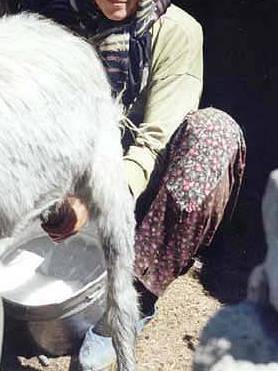
Milch ist ein wichtiger Bestandteil der Ernährung.

Die Yörük sprechen eine alte Form des Türkischen. Ihre Dialekte sind fast vollständig frei von arabischen und persischen Lehnwörtern und spiegeln das traditionelle Leben als Viehnomaden wider. Bei den Yörük haben sich alttürkische Wörter, Redewendungen und grammatische Formen erhalten, die im heutigen, alltäglichen Sprachgebrauch der türkischen Bevölkerung meist nicht (mehr) verwendet werden, aber durchaus bekannt sind (vgl. im Deutschen den Begriff Weib, der fast nur im Dialekt Verwendung findet). Oft unterscheidet sich aber nur die Aussprache des Yörükischen von der des Hochtürkischen. Der yörükische Dialekt klingt für die Sprecher des Hochtürkischen oft lustig oder komisch. Vergleichbar ist das ungefähr wie zwischen bayrisch und hochdeutsch.
| Deutsch       | Türkisch    | Yörükisch   |
| ------------- | ----------- | ----------- |
| berühren      | dokunmak    | değmek      |
| schwanger     | hamile      | gebe        |
| hüpfen        | zıplamak    | kalgımak    |
| groß          | büyük       | gocaman     |
| klein         | küçük       | ufak        |
| rot           | kırmızı     | al          |
| grau          | gri         | boz         |
| blau          | mavi        | gök         |
| schwarz       | siyah       | gara        |
| weiß          | beyaz       | ak          |
| alt           | yaşlı       | goca        |
| schieben      | ittirmek    | kaktırmak   |
| waschen       | yıkamak     | yümek       |
| schnell       | hızlı       | gıvrak      |
| Hund          | köpek       | it          |
| Dach          | tavan       | dambeş      |
| Becher        | bardak      | kupa        |
| Milch         | süt         | sağan       |
| Essen/Gericht | yemek       | aş          |
| Bohne         | fasulye     | lobiya      |
| Schuh         | ayakkabı    | babuç       |
| Hose          | pantolon    | pontur      |
| Hemd          | gömlek      | sıkma       |
| Unterhemd     | atlet       | göynek      |
| Schal         | atkı        | dolama      |
| Tierarzt      | veteriner   | baytar      |
| Kelle         | kepçe       | çomça       |
| Kilogramm     | kilo        | ogga        |
| wegbringen    | götürmek    | iletmek     |
| loslassen     | bırakmak    | govvemek    |
| springen      | atlamak     | hoplamak    |
| Mann          | adam        | herif       |
| Frau          | kadın       | garı        |
| Ehefrau       | hanım       | avrat       |
| Urgroßmutter  | nine        | ebe         |
| Großer Bruder | ağabey      | gaga        |
| stehen        | dikilmek    | dingelmek   |
| nicht mehr    | artık değil | yetti gaari |

| Deutsch         | Türkisch | Yörükisch   |
| --------------- | -------- | ----------- |
| heute           | bugün    | böyün       |
| grob            | kaba     | gaba        |
| hier            | burada   | borda/hurda |
| dort            | orada    | horda       |
| diese(r)        | bu       | hu          |
| so              | böyle    | hööle       |
| haben           | var      | vaa         |
| König           | kral     | gıral       |
| Zigarette       | sigara   | ciara       |
| Trainingsanzug  | eşofman  | eşortman    |
| Frucht          | meyve    | meeve       |
| Pastete         | poğaça   | booçe       |
| Teigwaren       | börek    | bööreg      |
| Stück           | tane     | dene        |
| hinlegen        | koymak   | gomak       |
| kalt            | soğuk    | sovuk       |
| warm            | sıcak    | ıscak       |
| Medizin         | ilaç     | ilec        |
| Frost           | don      | dong        |
| Neffe           | yeğen    | yiğen       |
| Bruder          | kardeş   | gardaş      |
| Mutter          | anne     | ana         |
| Vater           | baba     | uva         |
| Große Schwester | abla     | aba         |
| Apfel           | elma     | alme        |
| Darm            | bağırsak | gursak      |
| Kinn            | çene     | çenge       |
| Papier          | kağıt    | kayat       |
| Unwissenheit    | cahillik | caillik     |
| schön           | güzel    | gözel       |
| gut             | iyi      | eyi         |
| klein           | küçük    | güccük      |
| faul            | tembel   | dembel      |

## Musik
Die fortschreitende Akkulturation der Yörük in den Dörfern und Städten und auch die der nomadisierenden Yörük hat dazu geführt, dass deren besondere Kultur und damit auch deren ureigne Musik immer mehr verdrängt werden. Die türkische Popmusik erklingt inzwischen wie selbstverständlich auch in den Nomadenzelten, in die längst Fernsehgerät und CD-Player Einzug gehalten haben. Doch bei Festen wie Hochzeiten oder dem Beschneidungsfest kann sich die eigene Musik der Yörük immer noch behaupten.
Die Yörük brachten gemeinsam mit anderen oghusischen Turkstämmen das Element des Klanglichen in die Musik des kleinasiatisch-vorderasiatischen Raumes, die ein ganz neues Element in die vor allem persisch und arabisch dominierte Musik brachte: Das zeigt sich vor allem in der meist bordunartigen Mehrstimmigkeit, mit der die lineare, einstimmige Melodik bereichert wird. Diese Mehrstimmigkeit lässt sich vor allem auf mehrsaitigen Chordophonen erreichen.
Die langhalsige kabak-kemane und die kurzhalsige kemen, wegen ihrer Spielweise auch tırnak kemençesi („Fingernagel-Kemençe“) genannt, eignen sich wegen ihrer mindestens zwei, meistens drei, oft vier Saiten bestens für die Ausführung von Bordunen. Das gilt auch für die viel genutzten, mit verschiebbaren Bünden versehenen Langhalslauten verschiedener Größe, die meist vereinfachend saz genannten bağlama (von bağlamak, „binden“).
Keine Bordunpfeifen hat die Sackpfeife tulum („Sack aus einem Schaf- oder Ziegenbalg“). Sie besitzt zwei Spielpfeifen, die eine echte Zweistimmigkeit zulassen. Als typisches Hirteninstrument gilt auch die offene, schwer zu spielende Längsflöte kaval.
Besonders die getanzten kırık hava, sehr rhythmische Lieder mit einem engen Tonumfang, brauchen eine Unterstützung durch Schlaginstrumente. Hier dominiert die überall in der Türkei beliebte große Trommel davul, oft in einem Duo mit der zurna, einem Oboeninstrument. Diese Instrumente benutzten die Aşık genannten Volkssänger der alevitischen Abdal Wandermusikanten. Manche Forscher nehmen an, die davul sei besonders wegen ihres eindrücklichen Klanges bei vorislamischen Krankenheilungen verschiedener Turkstämme eingesetzt worden. Für die Yörük ist ihre Verwendung bei Begräbniszeremonien und bei den ağıt genannten Klageliedern bezeugt. Osman I. brachte die davul als königliches Symbol in die türkische Flagge und Standarte ein.
Weitere Schlaginstrumente sind aneinandergeschlagene Holzlöffel (kaşık), die Rahmentrommel def und unter verschiedenen Namen angeführte Bechertrommeln.

## Dokumentarfilme
- Biljana Garvanlieva: Fremde Kinder: Tabakmädchen. gebrueder beetz filmproduktion für ZDF, Deutschland 2009 (28 Minuten; die 14-jährige Mümine gehört der ethnischen Minderheit der Yörük in Makedonien an; Video).